# جورج ميلييس
ماري جورج جان ميلييس (بالفرنسية: Marie-Georges-Jean Méliès) سينمائي فرنسي شهير ولد في 8 ديسمبر 1861 وتوفي في 21 يناير 1938. ابتكر جورج العديد من الأساليب التقنية والسردية في بدايات السينما، حيث كان شخصا مبتكرا في استخدام المؤثرات الخاصة. اكتشف بالصدفة خدعة التوقف أو الاستبدال عام 1896 وكان أحد أوائل السينمائيين الذين استخدموا تقنيات الكشف المتعدد، تصوير انقضاء الزمن، ملييس يعتبر من رواد أسلوب المونتاج الفني وعمل على تطويرات كثيرة في بداية السينما، يعتبر المبتكر للعديد من الخدع السينمائية، حيث عمل على التجديد المستمر في استعمال خدعه الخاصة، وقد اكتشف عن طريق الصدفة خدعة «تايمز لابس» (تصوير بأوقات مختلفة) في سنة 1896، استعمل تقنيات عديدة مثل «الجامب كات» وهو أوائل من استعمل أسلوب مضاعفة شكل الشخصيات في الفيلم، خاصية «الديزولف» (دخول صورة بصورة أخرى)، لكونه كان يهتم في تغيير الحقيقة في التصوير، أطلق عليه البعض «المصور الساحر».
ومن أشهر افلامه:
رحلة إلى القمر (بالفرنسية: Le Voyage dans la lune)
هو فيلم خيال علمي صامت أسود وأبيض فرنسي أنتج عام 1902. الفيلم مستوحى من روايتين: رواية جول فيرن من الأرض إلى القمر ورواية أول رجال على سطح القمر بقلم هـ. ج. ويلز.
الفيلم من تأليف وإخراج جورج ميلييس وساعده في ذلك أخوه غاستون. مدة الفيلم 14 دقيقة إذا ما تم عرضه بسرعة 16 إطار في الثانية، التي كانت السرعة المعيارية حينما أنتج.
يعتبر الفيلم أشهر أفلام الفانتازيا التي أخرجها ميلييس وقد كان له شعبية كبيرة عند توزيعه.كما انه أول أفلام الخيال العلمي الذي استخدمت فيه أساليب رسوم متحركة ومؤثرات خاصة مستحدثة ومن ضمنها صورة مشهورة للمركبة الفضائية تهبط على عين القمر.
نظرا لمرور أكثر من 75 عاما على إنتاجه انتهت حقوق المؤلف عن الفيلم وأصبح ملكا عاما.
اعتبرته صحيفة فيلج فويس الأسبوعية أحد أهم أفلام القرن العشرين واضعا إياه في المرتبة 84 في تدريجها.

## وصلات خارجية
- جورج ميلييس على موقع IMDb (الإنجليزية)
- جورج ميلييس على موقع الموسوعة البريطانية (الإنجليزية)
- جورج ميلييس على موقع ألو سيني (الفرنسية)
- جورج ميلييس على موقع ميوزك برينز (الإنجليزية)
- جورج ميلييس على موقع أول موفي (الإنجليزية)
- جورج ميلييس على موقع قاعدة بيانات الأفلام السويدية (السويدية)
- جورج ميلييس على موقع ديسكوغز (الإنجليزية)
- جورج ميلييس على موقع قاعدة بيانات الفيلم (الإنجليزية)
- جورج ميلييس على موقع كينوبويسك (الروسية)

- هوغو … حيث النهايات السعيدة في الأفلام فقط